# Kościół Świętej Trójcy w Żórawinie
Kościół Świętej Trójcy w Żórawinie – zabytkowy kościół we wsi Żórawina koło Wrocławia.
Manierystyczna świątynia wzniesiona na zrębie dawnego gotyckiego kościoła z XIV w. Jest cennym przykładem architektury z początku XVII w. na Śląsku i w Polsce. Od 2024 r. kościół uznany jest za pomnik historii. 

## Dzieje

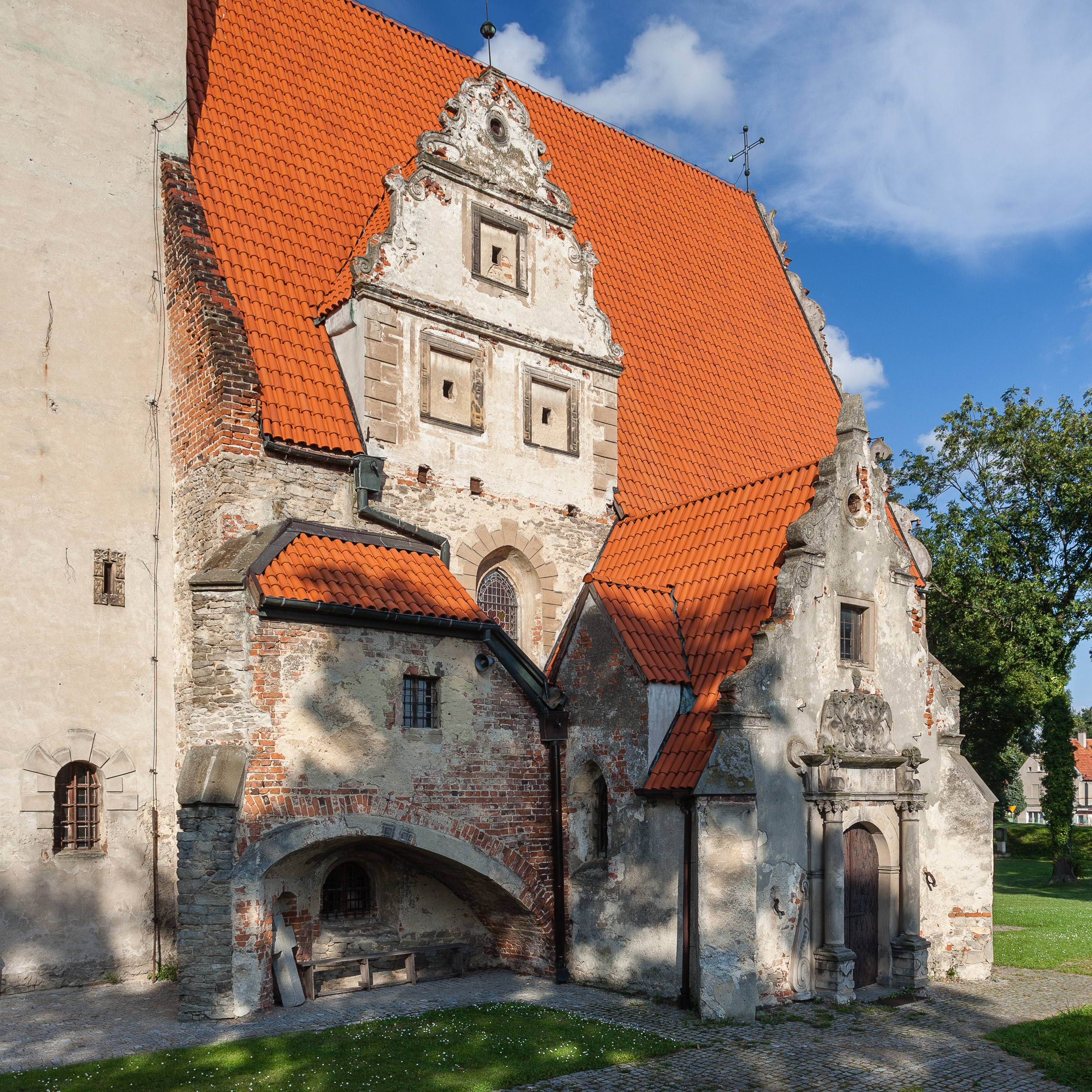
Fragment elewacji południowej

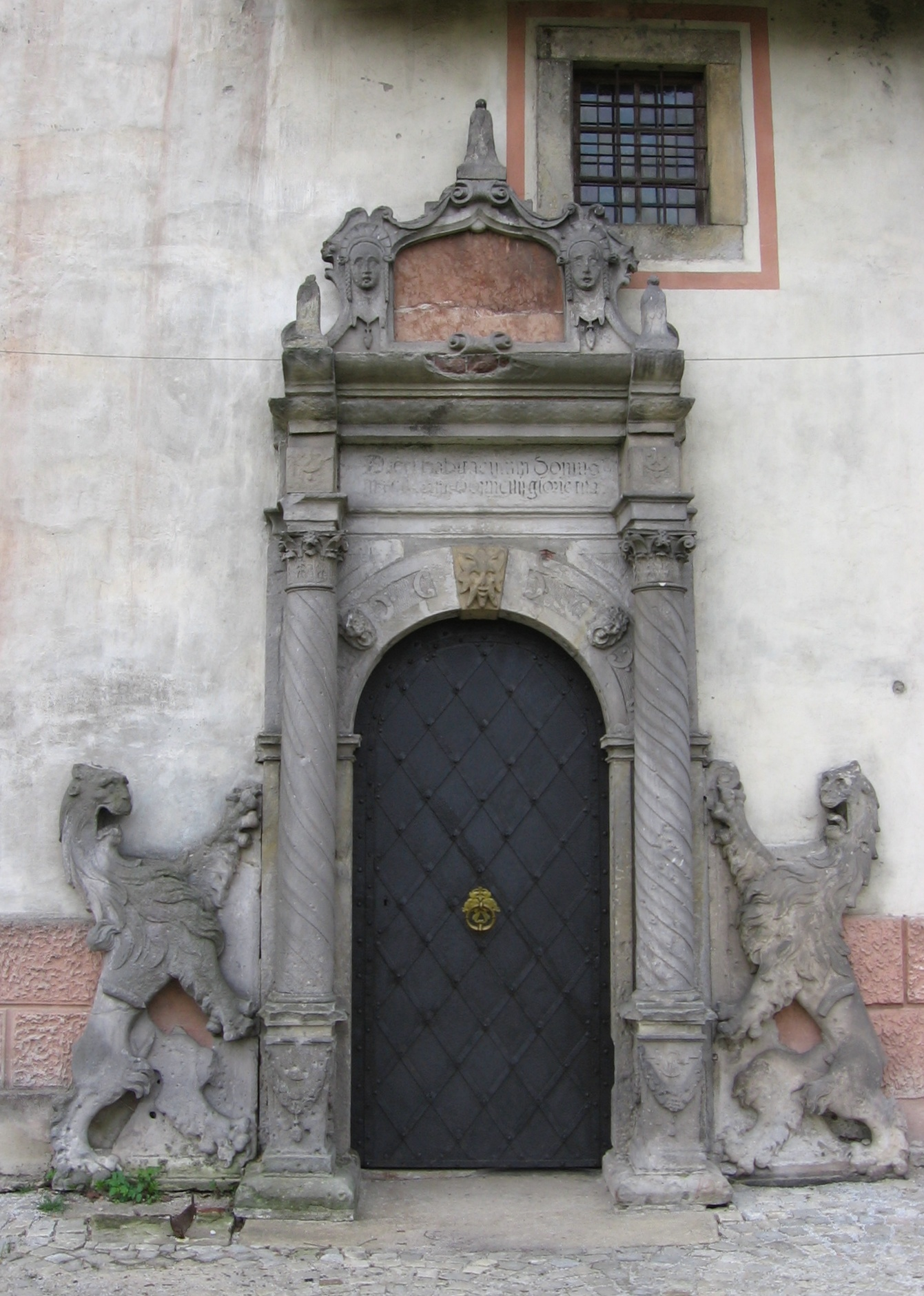
Portal wejścia do zakrystii od zewnątrz

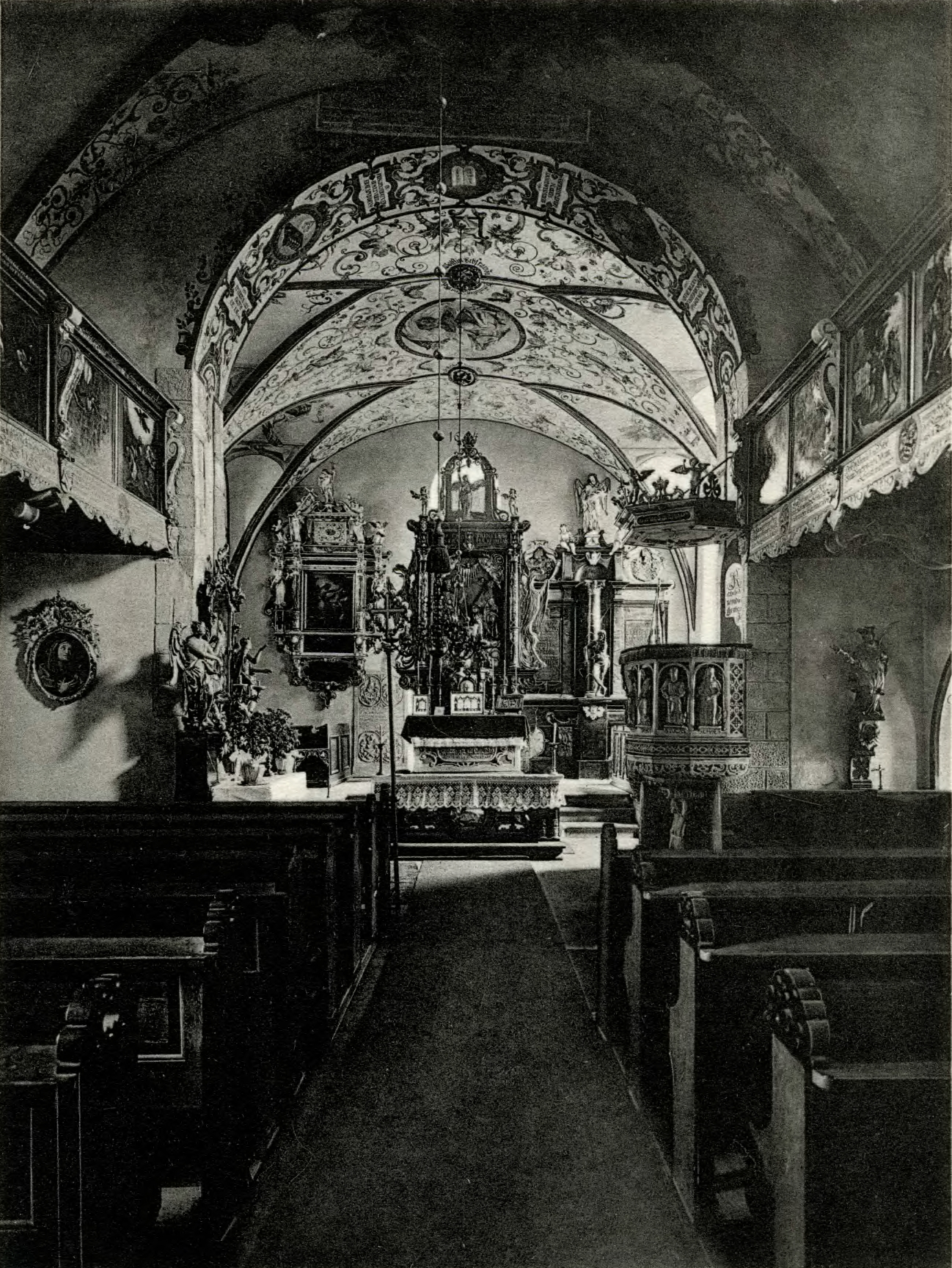
Archiwalne zdjęcie wnętrza kościoła

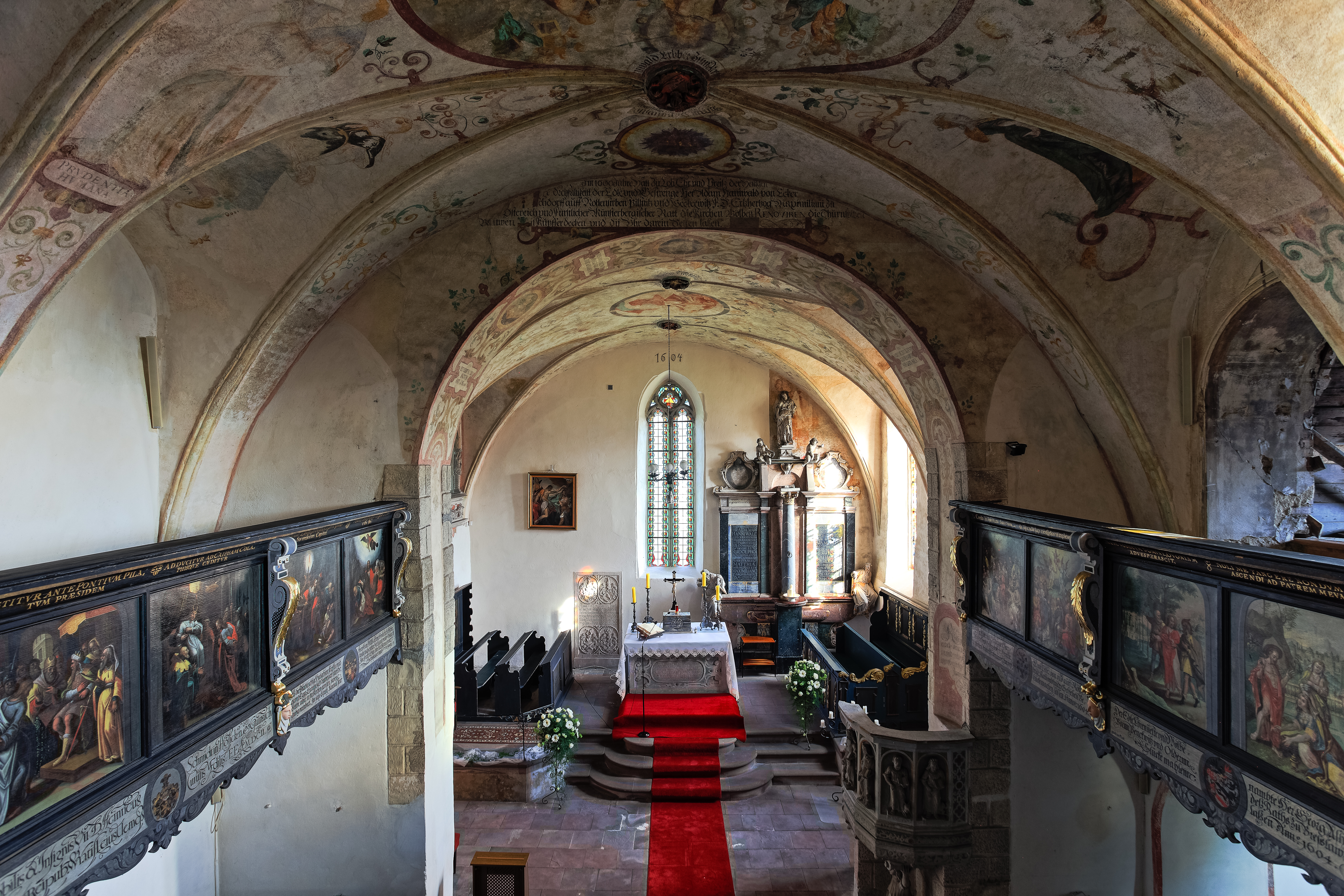
Widok wnętrza w kierunku wschodnim

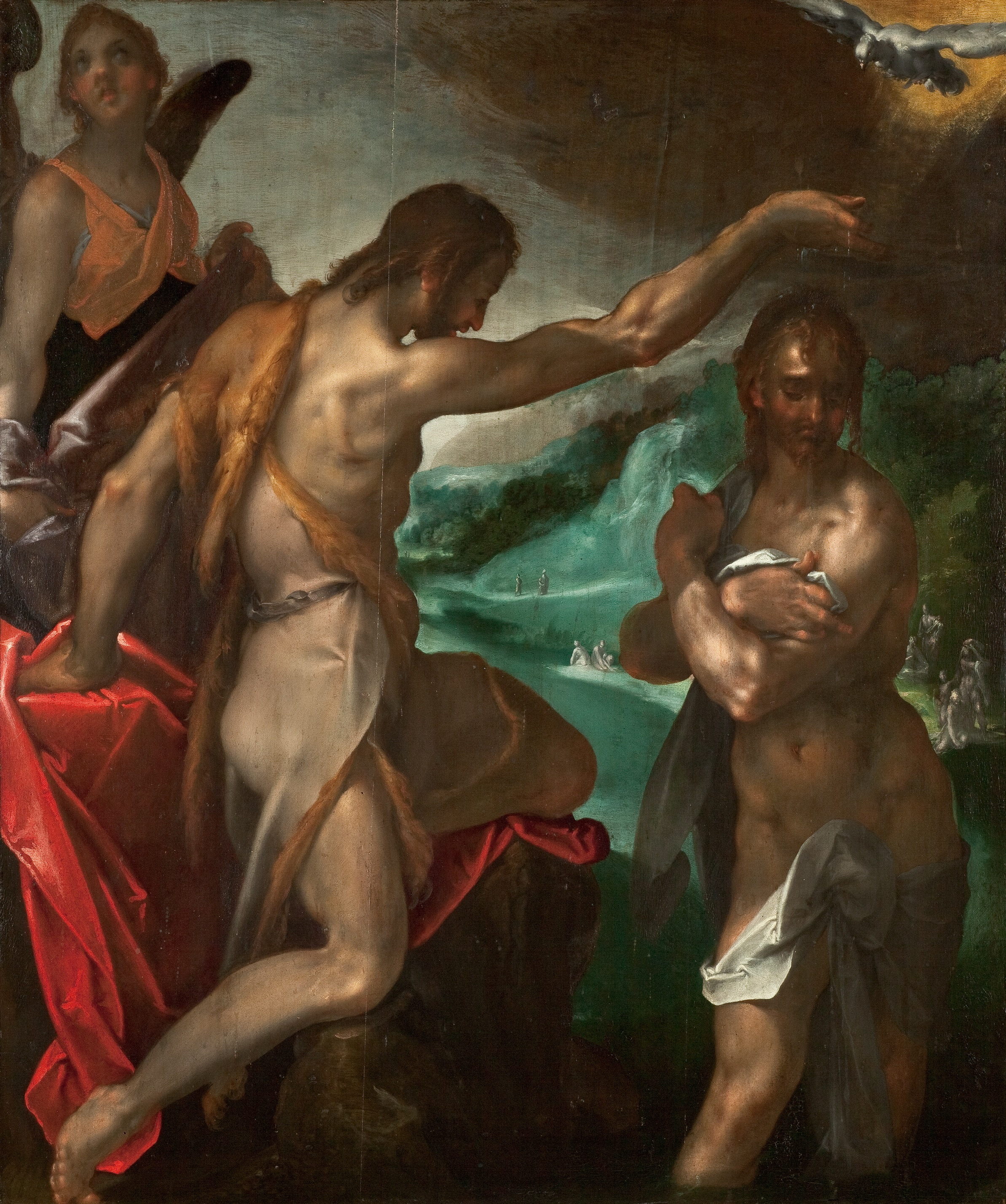
Bartholomeus Spranger, Chrzest Chrystusa w Jordanie, obraz z epitafium Simona i Ewy von Hanniwladt. Obecnie w MNWr

Położony na warownym cmentarzu, będącym wysepką otoczoną wodami Żurawki, kościół Świętej Trójcy jest znany od schyłku XIV wieku, natomiast miejscowość została wzmiankowana po raz pierwszy 30 lipca 1155 roku. W dokumencie papieża Hadriana IV wspomniane jest, iż stanowiła posiadłość biskupstwa wrocławskiego. Później stała się lennem książąt śląskich. W 1278 roku książę Henryk IV Probus nadał Żórawinę mieszczanom z Jawora – Heimboldowi von Leuchtendorfowi oraz jego teściowi.
U progu XIV wieku wokół Żurawki zbudowano niewielki zamek wraz z kościołem. Teren ten został obwarowany wałami, murami i dwiema bramami. W XV wieku Żórawina należała między innymi do Rothów, od nazwiska których otrzymała nową nazwę Rothensuerben, która obowiązywała aż do 1945 roku. W kolejnym stuleciu miejscowość należała m.in. do Prockendorffów. W połowie XV stulecia, dobudowano do świątyni kaplicę.
Kiedy na Śląsku upowszechniał się luteranizm, w 1564 roku bracia Hieronim i Matthias Prockendorffowie powołali na miejsce katolickiego księdza ewangelickiego pastora. Pamiątkami po Prockendorffach są płyta nagrobna Hieronima wykonana w latach 60. XVI w., oraz dzwon z 1531 roku, zachowany do dziś w kościelnej wieży. Po śmierci Prockendorffów i krótkim przejęciu majątku przez biskupa patronat nad Żórawiną objęła rodzina Hanniwaldtów. Przyjacielskie relacje Adama Hanniwaldta (1576-1621), właściciela Pilczyc i Żurawiny z cesarzem Rudolfem II (1552-1612) u którego był członkiem rady zaowocowały nie tylko otrzymaniem praw własnościowych, ale także sprowadzeniem do podwrocławskiej miejscowości artystów z kręgu dworu cesarskiego. Adam był również członkiem rady króla Macieja (1557-1619), arcyksięcia Karola (1590-1624), biskupa wrocławskiego i księcia Karola oleśnickiego (1545-1617).
Pod koniec XVI w. żórawiński kościół został przebudowany w stylu manierystycznym i wzbogacony o aneksy od północy w latach 1597–1602 oraz w latach 20. XVII wieku. Wojna trzydziestoletnia nie oszczędziła Żórawiny, stacjonujące w okolicach wojska księcia oleśnickiego, Henryka Wacława Pobierada, splądrowały majątki Hanniwaldtów, w tym teren kościoła wraz z cmentarzem.
Cztery lata po zakończeniu wojny, w grudniu 1652 roku decyzją cesarza Ferdynanda III Habsburga Żórawinę ponownie przekazano biskupom wrocławskim. Cesarska Komisja Redukcyjna dokonała wizytacji dawnych obiektów protestanckich, dzięki temu dokonano inwentaryzacji żórawińskiej świątyni, której zapis się zachował. Następnie wieś przeszła pod własność Elżbiety Marii, księżnej ziębicko-oleśnickiej, lecz ona i następni właściciele m.in. Pruska Kamera Królewska, nie uposażali w większym stopniu kościoła. Wiek XIX i XX to okres remontów kościoła. Świątynię restaurowano w 1896, konserwowano w 1905–1908 i 1911, remontowano w 1965 i 1975–1980 roku.
Kościół, który ominęła zawierucha II wojny światowej posiadał bogaty w dzieła sztuki manierystycznej wystrój wnętrza, obecnie znajdujące się w muzeach w Warszawie i Wrocławiu. Muzeum Narodowe we Wrocławiu część zabytków przekazało do depozytu do muzeum w Brzegu. Istniały plany przekazania kościoła Muzeum Narodowemu we Wrocławiu jako jego oddział, ostatecznie przejęła go gmina i parafia pw. św. Józefa. Obecnie świątynia przechodzi remont i gruntowne badania naukowe.

## Architektura i wystrój wnętrza
Kościół Świętej Trójcy w Żórawinie jest świątynią orientowaną, jednonawową z wyodrębnionym, dwuprzęsłowym prezbiterium. Do trójprzęsłowej nawy od strony zachodniej przylega kwadratowa wieża. Od strony południowej do nawy przylega prostokątna kruchta, od północnej zaś trzy prostokątne aneksy o różnorodnej wielkości; do wieży przylega aneks z klatką schodową, do nawy kruchta, do prezbiterium dwukondygnacyjny aneks mieszczący zakrystię oraz powyżej dwuprzęsłową emporę-lożę konsystorską. Wokół kościoła w obrębie wysepki znajdował się cmentarz, otoczony umocnieniami ziemnymi zaprojektowanymi prawdopodobnie przez Albrechta von Sabischa z Wrocławia z I połowy XVII w. Ma plan zbliżony do prostokąta z zaakcentowanymi narożami przypominającymi nowożytne bastiony. Obecnie wał ten jest częściowo zniszczony, a narożnik północno-zachodni całkowicie zniwelowany.
Przypisywana wrocławskiemu architektowi Hansowi Schneiderowi przebudowa na początku XVII wieku uczyniła żórawińską świątynię kompleksowym dziełem sztuki, zarówno pod względem artystycznym, stylowym, ideowym jak funkcjonalnym. Świątynia ta oprócz funkcji kultowych, jest swego rodzaju pomnikiem i miejscem pamięci a ponadto ma charakter reprezentacyjny. Upamiętnia ona spoczywającego na tym terenie fundatora z małżonką, ich zasługi względem gminy, a także szlachecki majestat; mnogość dzieł wykonanych przez artystów reprezentujących ówczesną elitę cesarską podnosi prestiż protestanckich Hanniwaldów. Wyeksponowanie ołtarza, ambony i chrzcielnicy oraz dobór scen opartych wyłącznie na Piśmie Świętym nadają świątyni luterański charakter, jednakże splendor i przepych wystroju był sprzeczny doktrynie, ze względu na ostentację majestatu Hanniwaldów i jego elity. Różnica wyznaniowa nie przeszkadzała w utrzymywaniu silnej więzi z katolicką elitą cesarską i biskupem wrocławskim, co zaowocowało wysoką klasą artystyczną dzieł tworzących wystrój żórawińskiego kościoła.

### Kościół zewnątrz
Na zewnątrz architektura kościoła charakteryzuje się malowniczością wynikającą z asymetrycznego dopasowania aneksów do rdzenia kościoła, który stanowi wieża oraz nawa z prezbiterium. Każdy z aneksów jest autonomiczną bryłą, zwłaszcza w układzie przestrzennym. Kamienne i ceglane ściany są w większości pokryte tynkiem, z wyjątkiem aneksu mieszczącego klatkę schodową, który jest całości ceglany. Naroża prezbiterium, aneksu z zakrystią i lożą konsystorską oraz obramienia niektórych okien są boniowane. Na ścianach zachowały się fragmenty sgraffita. Zarówno na zewnątrz i wewnątrz zachowały się niewielkie fragmenty gotyckiego kościoła – ostrołukowe okna prezbiterium oraz przypory wspierające ściany prezbiterium. Dwie skośnie ustawione masywne przypory przylegają od strony zachodniej do naroży wieży. Ściany elewacji wschodniej prezbiterium, frontowych elewacji aneksów, bocznych krucht a ponadto nadbudówek poddaszy wieńczą kilkukondygnacyjne szczyty o formach typowych dla niderlandzkiego manieryzmu. Niektóre z nich są wzbogacone prostokątnymi okienkami (w większości zamurowanymi). Prezbiterium i nawę nakrywa wysoki dwuspadowy dach. Przylegające do niego niższe dachy poprzeczne nakrywają dwa dodatkowe pomieszczenia na poddaszu usytuowane naprzeciwlegle powyżej zachodniej części nawy. Dachy poprzeczne, dwuspadowe nakrywają także aneksy, przy czym południowa kruchta nakryta jest dachem wielospadowym.

#### Portale
Do wnętrza kościoła prowadzą dwa wejścia – zachodnie przez kruchtę mieszczącą się w przyziemiu wieży oraz południowe przez odrębną dobudowaną na początku XVII wieku kruchtę. Dwa wejścia mieszczą się także od strony północnej, jedno prowadzi na klatkę schodową wiodącą na emporę nawy i chór muzyczny, drugie (naprzeciwlegle kruchty południowej) prowadzi do aneksu z zakrystią. Aneks ten dostępny jest także od prezbiterium.
Najstarszy jest portal wejścia zachodniego, który ma kształt ostrego łuku obramionego dekoracją liściastą. Portal klatki schodowej ma cechy renesansowe, jest w formie prostokąta z wpisaną półkoliście zamkniętą arkadą. Zdobi go boniowanie oraz belkowanie i gzyms wieńczący. Pozostałe trzy są manierystyczne, przypisywane Gerhardowi Hendrikowi z Amsterdamu, który prowadził we Wrocławiu warsztat rzeźbiarski. Portal południowej kruchty składa się z trzech części (wyodrębnione za pomocą gzymsów); półkolistej arkady, belkowania i zwieńczenia. Arkadę flankują dwie kolumny o porządku korynckim wspartych na masywnych kwadratowych cokołach ozdobionych reliefowym ornamentem. Na wysokości belkowania płycina z łacińską inskrypcją, powyżej na gzymsie dwie rzeźbione lwie głowy. Zwieńczenie tworzy podtrzymywany przez dwa płaskorzeźbione anioły kolisty kartusz z herbem rodziny von Hanniwaldt. Portal wejścia do zakrystii od zewnątrz jest także trzyczęściowy. Ma formę półkolistej arkady (której łuk wspierają pilastry) z zaakcentowanym kluczem (ozdobionym płaskorzeźbionym maszkaronem) i klińcami (z główkami lwów), flankowana jest dwiema wysuniętymi przed lico wspartymi na wysokich cokołach kolumnami korynckimi o trzonach spiralnych. Belkowanie zdobi płycina z inskrypcją rytą gotycką czcionką. Powyżej wydatny gzyms i zwieńczenie mieszczące kartusz obramiony płaskorzeźbionymi główkami, wolutami i małym obeliskiem pośrodku. Portal ten „podtrzymują” dwa duże, niemal pełnoplastyczne, wspięte lwy. Motyw ten będący jedną z cech stylistycznych Gerharda Hendrika był częstokroć naśladowany na Śląsku. Zbliżoną formę posiada portal wejścia do zakrystii od strony prezbiterium. Półkolistą arkadę wejścia zdobią klińce wzbogacone płaskorzeźbionymi ornamentami, natomiast zwornik zdobi głowa koronowanego cierniem Chrystusa. Arkadę „podtrzymują” po bokach dwa płaskorzeźbione anioły. Powyżej gzymsu (brak tu belkowania) zwieńczenie z kartuszem pośrodku i obeliskami po bokach.

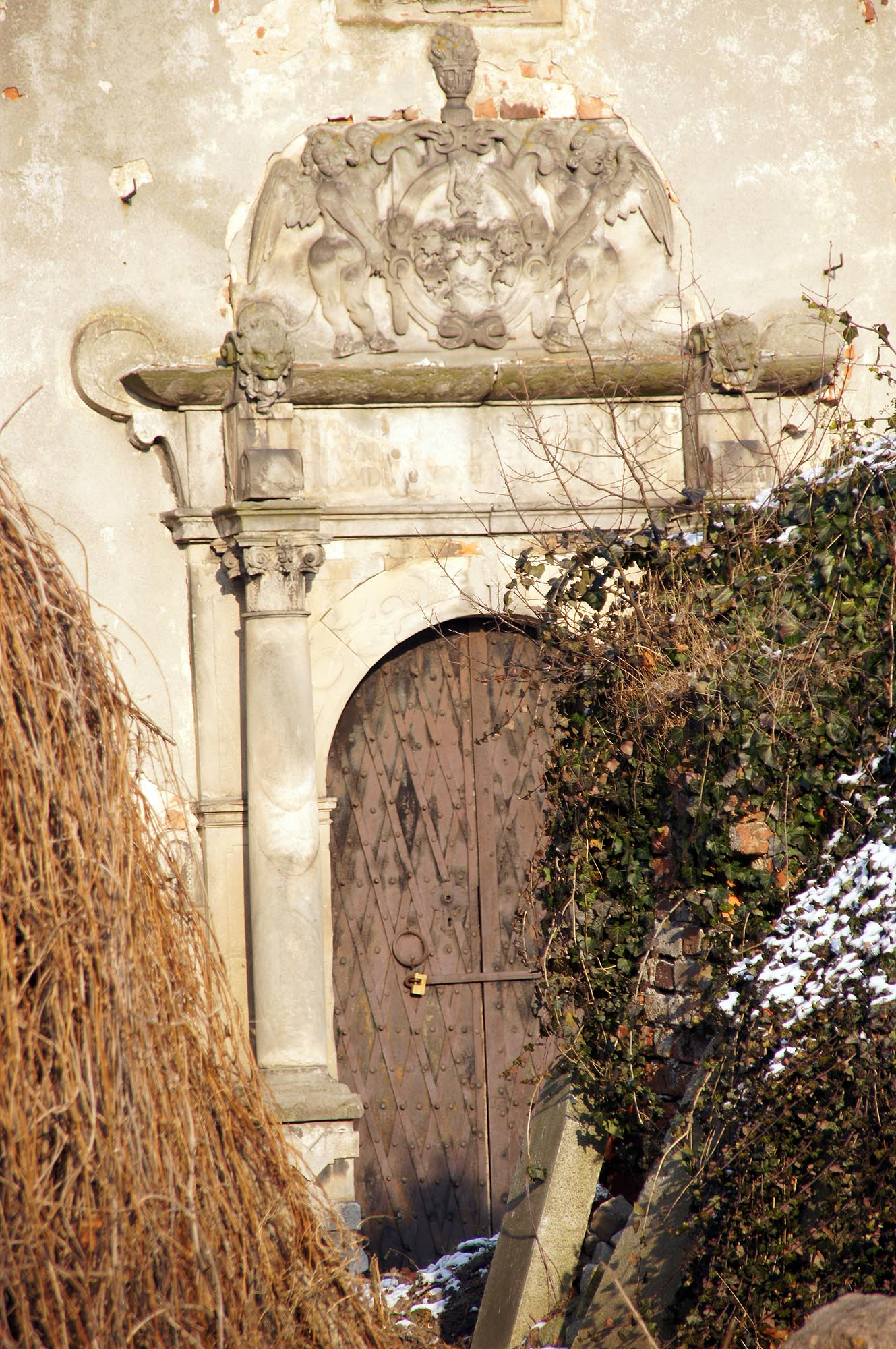
Portal z herbem Adama Hanniwaldta
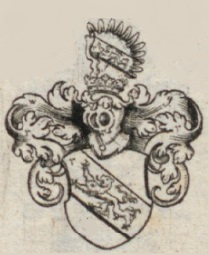
Herb von Hanwalt (Hanniwaldt)

### Kościół wewnątrz
Wnętrze nawy i prezbiterium nakryte jest sklepieniami kolebkowymi z lunetami. Masywna, półkolista arkada tęczowa wyodrębnia obie części, po stronie południowej przylega do arkady ambona. Do ścian nawy dobudowano drewniane empory, zachodnia część mieści chór muzyczny.

#### Wystrój wnętrza
Na sklepieniach zachowała się częściowo manierystyczna polichromia datowana na lata 1600–1615, przypisywana nieznanym artystom, wykształconym najprawdopodobniej we Wrocławiu. W prezbiterium znajduje się przedstawienie Trójcy Świętej w asyście Czterech Ewangelistów. Na sklepienia nawy głównej przedstawienie m.in. zmartwychwstania umarłych, Sądu Ostatecznego oraz wizerunki Panien Mądrych i Głupich. Dopełnieniem dla scen i postaci jest bogata dekoracja ornamentalna wypełniająca sklepienia i ściany.
Ołtarz główny, manierystyczny datowany na lata 1604–1605 jest przypisywany Gerhardowi Hendrikowi. Składa się z dwóch części. Na zachowanej in situ piaskowcowej mensie, stała drewniana nastawa (obecnie w zbiorach Muzeum Narodowym we Wrocławiu). Po jej bokach umieszczono dwa płaskorzeźbione orły, a wewnątrz Trójcę Świętą. W zwieńczeniu ołtarza w dekoracyjnej oprawie wznosi się Archanioł Michał oraz anioły trzymające arma Christi, które symbolizują Mękę Pańską. Natomiast orły i Archanioł Michał symbolizują triumf Chrystusa.
Z początku XVII wieku pochodzi empora mieszcząca lożę konsystorską, która podczas nabożeństw była zarezerwowana dla właścicieli Żórawiny, co świadczą znajdujące się na polichromii herby rodziny Hanniwaldtów oraz von Schweidingerów. Ważną rolę odgrywały także empory nawy głównej, mieściła się tam loża szlachecka, na której zasiadali goście Adama von Hanniwaldta, fundatorzy m.in. Gottfried Utthamann i Daniel Rindfleisch. Na balustradzie empor cykl obrazów olejnych poświęconych Pasji Chrystusa. Dopełnienie dekoracji malarskiej stanowią liczne herby patrycjuszy i szlachciców, które mieszczą się przed siedziskami zarezerwowanych przez nich.
Kolejnymi pamiątkami po Hanniwaldtach są dwa manierystyczne epitafia. Pierwsze z nich upamiętnia rodziców Adama von Hanniwaldta – Simona i Ewę. We wrocławskim Muzeum Narodowym prezentowany jest główny element epitafium, obraz pędzla Bartholomeusa Sprangera, niderlandzkiego malarza, działającego na dworze cesarskim w Wiedniu i Pradze. Na tym obrazie znajduje się scena Chrztu Chrystusa w Jordanie. Drugie epitafium dedykowane jest Adamowi von Hanniwaldtowi i jego żonie Catherinie. Nagrobek flankują dwie postacie – figura Dawida oraz Mojżesza. Pośrodku zaś w niszy umieszczono koryncką kolumnę, przy której pierwotnie ustawiona była brązowa figura Chrystusa biczowanego dłuta Adriaena de Vries (obecnie prezentowana jest w warszawskim Muzeum Narodowym). Gerhard Hendrik wykonał pozostałą dekorację rzeźbiarską.
Pochodząca z 1597 roku ambona, jest także zdekompletowana, zachował się jedynie kamienny kosz.